# Pterolophia caffrariae
Pterolophia caffrariae là một loài bọ cánh cứng trong họ Cerambycidae.